# 岩崎重次郎
岩崎 重次郎（いわさき しげじろう、1859年5月3日（安政6年4月1日）- 1890年（明治23年）8月5日）は、明治期の実業家、政治家。衆議院議員。千葉県多額納税者。山十醤油経営者。

## 経歴
紀伊国有田郡広村（和歌山県有田郡広村、広町を経て現広川町）で、醤油醸造業・岩崎明岳の長男として生まれる。幼くして東京に出て漢学を修め、同人社と慶應義塾で英学を学んだ。
その後、家業に従事し千葉県銚子の工場で山十印の醤油を製造した。商法会議所の設立に加わり、利根運河会社協議員、両総鉄道創立委員長も務め、地域交通の発展に尽力した。
立憲改進党員として自由民権運動に関係し、1890年7月の第1回衆議院議員総選挙で千葉県第四区から出馬し改進党員からの支持を受けて当選したが、以前から肺の病を患っており回復の見込みが立たなかったため、同年7月12日、石田英吉千葉県知事に当選辞退を届け出た。同年8月に死去した。

## 家族
- 父・岩崎明岳 ‐ 和歌山の醤油醸造業
- 妻・チヨ（1867年生） ‐ ヒゲタ醤油当主・田中玄審の長女
- 長男・岩崎重次郎（1887年生） ‐ 妻の伸枝（1891年生）は三菱製鉄会長・原田鎮治の三女[4]
- 孫・岩崎恒雄（1913年生） ‐ 重次郎・伸枝の長男[5]